# Linia kolejowa Coburg – Sonneberg
Linia kolejowa Coburg – Sonneberg – jednotorowa i zelektryfikowana magistrala kolejowa w kraju związkowym Bawaria i Turyngia, w Niemczech. Łączy miejscowości Coburg przez Neustadt z Sonnebergiem.